# El príncep de les marees
El príncep de les marees (títol original en anglès The Prince of Tides) és la primera pel·lícula dirigida per Barbra Streisand, estrenada el 1991, basada en una novel·la de Pat Conroy. Aquesta pel·lícula ha estat doblada al català.

## Argument
La pel·lícula narra la història de Tom Wingo, un professor i entrenador de futbol que és reticent d'ajudar la psiquiatra de la seva germana bessona per resoldre les seves disfuncions familiars. Quan la germana, la famosa poetessa de Nova York Savannah Wingo, intenta suïcidar-se una altra vegada, Tom surt del seu món segur i avorrit i viatja a Nova York per ajudar-la. Savannah, tanmateix, està en tal estat de dissociació que és incapaç d'ajudar la seva psiquiatra, Susan Lowenstein, a entendre l'abast dels seus problemes. Susan demana a Tom que actuï com la memòria del seu bessó i l'ajudi a descobrir en el subconscient esdeveniments dolorosos que han contribuït al seu esfondrament emocional i a la pèrdua d'identitat.
Tom i Susan s'enamoren mentre treballen junts per ajudar Savannah, i Tom es cura de la seva insensibilitat, i s'adona dels traumes severs que va passar amb la seva mare i germans.

## Repartiment
- Barbra Streisand: Dra. Susan Lowenstein
- Nick Nolte: Tom Wingo
- Blythe Danner: Sallie Wingo
- Kate Nelligan: Lila Wingo Newbury, la mare de Tom i Savannah
- Jeroen Krabbé: Herbert Woodruff, marit de Lowenstein
- Melinda Dillon: Savannah Wingo
- George Carlin: Eddie Detreville, veí de Savannah
- Jason Gould: Bernard Woodruff, fill de Lowenstein's

## Premis i nominacions

### Premis
- 1992: Globus d'Or al millor actor dramàtic per Nick Nolte[3]

### Nominacions
- 1992: Oscar a la millor pel·lícula
- 1992: Oscar al millor actor per Nick Nolte
- 1992: Oscar a la millor actriu secundària per Kate Nelligan
- 1992: Oscar al millor guió adaptat per Becky Johnston i Pat Conroy
- 1992: Oscar a la millor direcció artística per Paul Sylbert i Caryl Heller
- 1992: Oscar a la millor fotografia per Stephen Goldblatt
- 1992: Oscar a la millor banda sonora per James Newton Howard
- 1992: Globus d'Or a la millor pel·lícula dramàtica
- 1992: Globus d'Or al millor director per Barbra Streisand

## Al voltant de la pel·lícula
- L'actriu Kate Nelligan, que interpreta el paper de Lila, la mare de Tom i de Savannah, va néixer el 16 de març de 1950, i és més jove que els seus bessons a la pel·lícula, Tom (Nick Nolte, nascut el 8 de febrer de 1941) i Savannah (Melinda Dillon, nascuda el 13 d'octubre de 1939).[4]
- La pel·lícula es pot veure en l'episodi "Two Tonys" de The Sopranos.
- La història original va inspirar Jimmy Buffett a escriure una cançó del mateix nom el 1988 (a l'àlbum Hot Water.
- En la quarta temporada d'Els Simpson, "Selma's Choice", Marge recorda que ella mateixa i la seva tia Gladys saltaven des d'un moll, abans de recordar que és una escena del Príncep de Marees. Més tard en un episodi de la sisena temporada Fear of Flying, mentre dona les gràcies a la seva psiquiatra Marge diu quan alguna vegada el vent bufa, sentiré el nom Lowenstein...Lowenstein... " malgrat que el nom del psiquiatre és Zweig.
- George Carlin va dir en nombroses ocasions que Eddie Detreville era el seu personatge favorit de tots els que havia interpretat en una pel·lícula.